# هیلده بوسمن
هیلده بوسمن (انگلیسی: Hilde Bussmann؛ ۱۹۱۴ – ۱۹۸۸) یک بازیکن تنیس روی میز اهل آلمان بود.
وی همچنین برنده جوایزی همچون برگ بوی نقره‌ای شده است.
وی در مسابقات کشوری و بین‌المللی در مجموع برنده ۲ مدال طلا، ۴ مدال نقره، ۴ مدال برنز شده‌است.